# SN 2002eq
SN 2002eq – supernowa typu Ia odkryta 8 sierpnia 2002 roku w galaktyce A211900-1617. W momencie odkrycia miała maksymalną jasność 19,60m.